# Teddy Scholten
Dorothea Margaretha (Teddy) Scholten-van Zwieteren (Den Haag, 11 mei 1926 - aldaar, 8 april 2010) was een Nederlands zangeres en presentatrice. Ze won in 1959 als tweede Nederlander het Eurovisiesongfestival met het lied 'n Beetje.

## Leven
Thea van Zwieteren was de dochter van een amateurtoneelspeler en -regisseur, die de Haagse toneelvereniging 'Odia' oprichtte. Hij inspireerde haar om ook te gaan toneelspelen. Na haar middelbareschoolopleiding op het Rooms-katholiek Meisjes Lyceum in Den Haag (het tegenwoordige Internationaal College Edith Stein) speelde ze een kleine rol in een show van Toon Hermans.
Op 27 maart 1944 ontmoette zij de zanger Henk Scholten, die in die tijd optrad in een duo met Albert Van 't Zelfde onder de naam Scholten & Van 't Zelfde. Ze verloofden zich in 1945 en trouwden op 22 augustus 1947.
Henk Scholten overleed op 17 juni 1983 te Rijswijk. Bijna zevenentwintig jaar na het overlijden van haar man overleed ze op 83-jarige leeftijd eveneens in Rijswijk. Op 12 april 2010 werd ze in besloten kring gecremeerd.

## Werk
Teddy Scholten trad op in het radioprogramma De bonte dinsdagavondtrein van de AVRO met liedjes die door Henk Scholten waren geschreven.
Van 1955 tot 1960 trad ze op als “gastvedette” in het televisieprogramma De Snip en Snap Revue van de AVRO.
In 1959 werd ze door de NTS gevraagd om mee te doen aan het Nationaal Songfestival 1959. Daar zong ze twee liedjes, De regen en 'n Beetje. Met het tweede, een compositie van Dick Schallies op tekst van Willy van Hemert (dirigent Dolf van der Linden) behaalde Scholten uiteindelijk de eerste plaats op het Eurovisiesongfestival 1959 in Cannes.

'n Beetje,

verliefd was je wel meer, meneer, dat weet je.

Je hart kwam wel eens meer op een ideetje.

Dat speet je, maar ach weet je,

soms vergeet je wel een beetje gauw je eedje

van trouw.

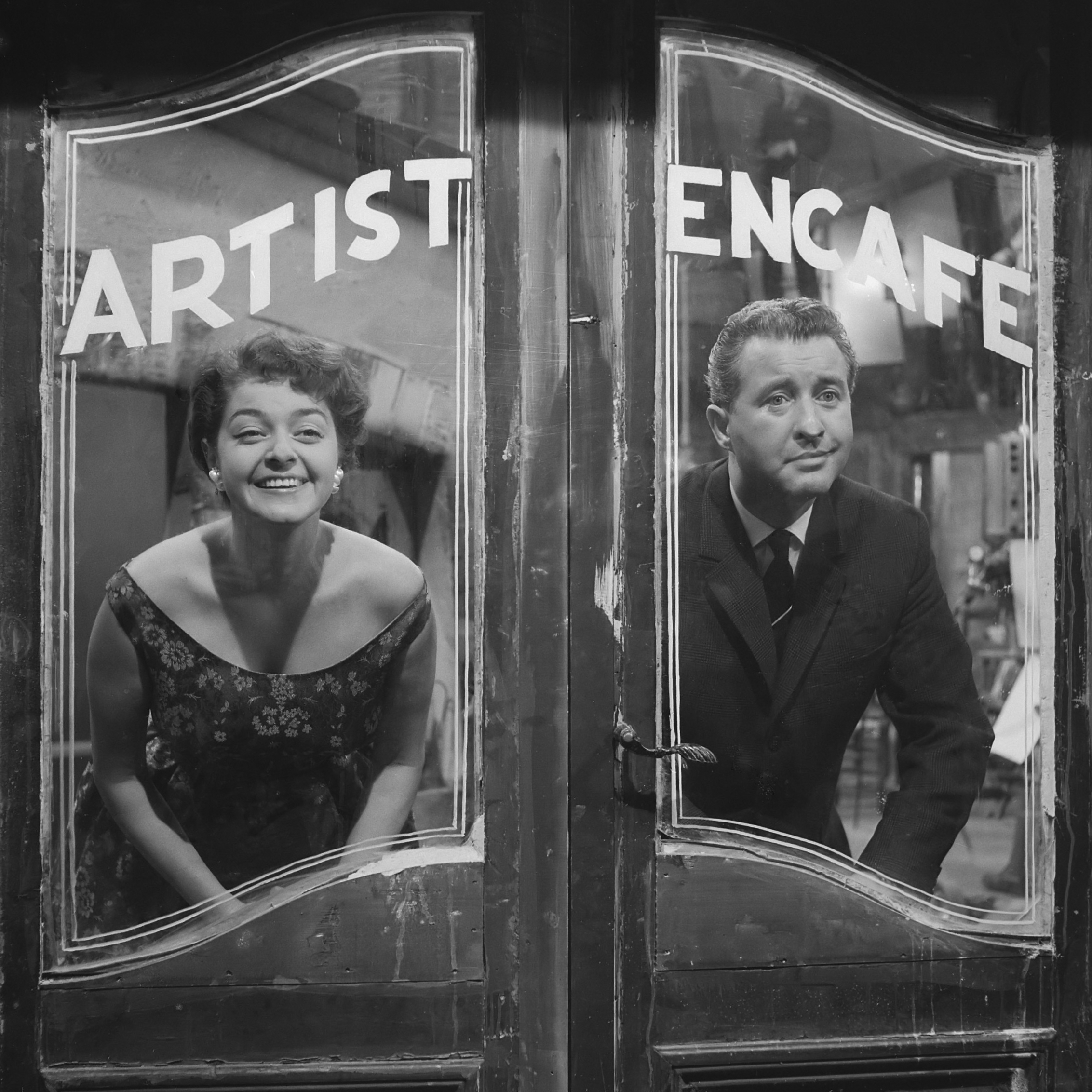
Teddy en Henk Scholten (1959)

Ze nam het nummer vervolgens ook op in het Frans (Un p'tit peu), Duits (Sei ehrlich), Italiaans (Un poco) en Zweeds (Om våren).
In 1960 stond Teddy Scholten samen met Willy Alberti, Corry Brokken, Rita Reys en Ton van Duinhoven in de finale van het Knokke-festival. In 1961 had ze nog samen met Henk een hit met Bom-be-die-bom, een vertaling van Goodness Gracious Me van Sophia Loren en Peter Sellers uit de film The Millionairess.
Na haar overwinning op het Eurovisiesongfestival kregen Teddy en Henk Scholten een eigen tv-show bij de KRO, Zaterdagavondakkoorden. In 1963 presenteerde ze het KRO-programma Kiekeboe, het eerste Nederlandse candid camera-programma. In 1965 en 1966 presenteerde Teddy Scholten zélf het Nationaal Songfestival, in Theater Concordia te Bussum, resp. Tivoli te Utrecht. Halverwege de jaren 70 stopte Scholten met zingen. Van 1974 tot 1986 werkte ze als public-relationsfunctionaris van het hoofdbestuur van het Nederlandse Rode Kruis. Vanaf 1960 was Teddy Scholten de stem geweest voor het radioprogramma: Dutch Light Music welke voor Radio Nederland (de latere Wereldomroep) werd opgenomen en uitgezonden voor Engelstalige landen. Voor het programma nam zij tot eind jaren 60 deze programma's op.

## Discografie

### Singles
- 1950 - Snoezepoes / When You Are In Volendam (met Henk Scholten) - 78rpm-10"-single - HIS MASTER'S VOICE - JF 103
- 1950 - 5 december, Deel 1 / 5 december, Deel 2 (met Henk Scholten) - 78rpm-10"-single - HIS MASTER'S VOICE - JF 104
- 1950 - Jantjes Verjaardag, Deel 1 / Jantjes Verjaardag, Deel 2 (met Henk Scholten) - 78rpm-10"-single - HIS MASTER'S VOICE - JF 111
- 1950 - Jeugdige Klanken, Deel 1 / Jeugdige Klanken, Deel 2 (met Henk Scholten) - 78rpm-10"-single - COLUMBIA - DH 505
- 1954 - Hans en Grietje (met Henk Scholten en de zeven man) - 78rpm-10"-single - COLUMBIA - DH 511
- 1954 - De mijne heet Piet - 78rpm-10" -single
- 1955 - Sinterklaas is jarig (met Henk Scholten en Peter Piekos) - 78rpm-10"-single - COLUMBIA - DH 569
- 1955 - Daar komt de kerstman (met Henk Scholten en Peter Piekos) - 78rpm-10"-single - COLUMBIA - DH 570
- 1956 - 't Is Raar Maar Waar / Samen (met Henk Scholten) - 78rpm-10"-single - DECCA - M 64101
- 1956 - Tikke tak / Rijst met kerry - (met Henk Scholten) - 78rpm-10"-single - POLYDOR - 49 873 B
- 1957 - Zeg, Zou Je Blij Zijn Met Een Ton? (Who Wants To Be A Millionaire) / Kom, Lieve Kleine Meid (Come Pretty Little Girl) (met Henk & Renée Scholten) - 78rpm-10"-single - DECCA - M 64133
- 1958 - Liefdesrecept / Twee blauwe kinderogen (met Henk Scholten & kinderzang van Annemieke) - 78rpm-10"-single - DECCA - M 64162
- 1959 - 'n Beetje / Li Per Li (Tikketak, Tikketi) - 7"-single - PHILIPS - 318 217 PF
- 1959 - 'n Beetje / Zing, Kleine Vogel (Sing, Little Birdie) - 7"-single - PHILIPS - 318 229 PF
- 1959 - Bing! Beng! Bong! / 't Moet Toch Wel Zonde Zijn - 7"-single - PHILIPS - 318 269 PF
- 1961 - Klein Klein Kleutertje, No 1 (met Henk & Renée Scholten) - 7"-single - PHILIPS - 314 010 RF
- 1961 - Klein Klein Kleutertje, No 2 (met Henk & Renée Scholten) - 7"-single - PHILIPS - 314 011 RF
- 1961 - Bom-Be-Die-Bom! (Goodness Gracious Me!) / Maar Oh, Hij Is Getrouwd (met Henk Scholten) - 7"-single - PHILIPS - 318 512 PF
- 1961 - Peter Cuyper Wals / Grolsch' Mambo - 7"-single - GROLSCH - 99 282 DF
- 1961 - Teddy En Henk Scholten Zingen De Lof Van Fornax (met Henk Scholten) - 7"FD - FORNAX - SHOL 029
- 1964 - Klein Klein Kleutertje, No 3 (met Henk & Renée Scholten) - 7"-single - PHILIPS - 314 080 RF
- 1966 - Klein Klein Kleutertje, No 4 (met Henk & Renée Scholten) - 7"-single - PHILIPS - 314 509 RF
- 1966 - 'k Heb M'n Wagen Volgeladen, No 1 (met Henk Scholten & De Schellebellen, o.l.v. Paula van Alphen) - 7"-single - PHILIPS - 314 511 RF

### Ep's
- 1956 - Kabouter Domoor, Deel 1 / Kabouter Domoor, Deel 2 (met Henk Scholten) - 7"-ep - COLUMBIA - SEGH 2
- 1959 - 'n Beetje + Zing, Kleine Vogel (Sing, Little Birdie) / Oui, Oui, Oui + Li Per Li - 7"-ep - PHILIPS - PE 422 366
- 1961 - Klein Klein Kleutertje - 2 (met Henk & Renée Scholten) - 7"-ep - PHILIPS - 411 612 NE
- 1961 - Zie Ginds Komt De Stoomboot (met Henk & Renée Scholten) - 7"-ep - PHILIPS - 411 619 NE
- 1961 - Klein Klein Kleutertje (met Henk & Renée Scholten) - 7"-ep - PHILIPS - 422 579 NE
- 1961 - Peter Cuyper Wals / Grolsch' Mambo / Samba - 7"-ep - GROLSCH - 106 776 E
- 1962 - Een Zaterdagavondakkoorden Medley (met Henk Scholten) - 7"-ep - PHILIPS - PE 433 109

### Lp's
- 1948 - De gelukkige prins (met Henk Scholten) - 78 toeren plaat in boek - BOVEMA / TPL SS3
- 1960 - Peter En De Wolf - 10"-lp - PHILIPS - 610 122 VR
- 1962 - Klein Klein Kleutertje - 47 Vrolijke Kinderliedjes (met Henk & Renée Scholten) - 10"-lp - PHILIPS - P 600 343 R
- 1965 - 'k Heb M'n Wagen Volgeladen (met Henk & Renée Scholten) - 12"-lp - PHILIPS - P 12961 L
- 1966 - En We Zingen ... En We Springen ... En We Zijn Zo Blij ... - Alle Bekende Sinterklaasliedjes: Zing Ze Mee Met (met Henk & Renée Scholten) - 12"-lp - PHILIPS - P 12995 L
- 1967 - Klein Klein Kleutertje (met Henk & Renée Scholten) - 12"-lp - FONTANA - 626 297 QL